# Pseudoparmelia usambarensis
Pseudoparmelia usambarensis är en lavart som först beskrevs av J. Steiner & Zahlbr., och fick sitt nu gällande namn av Krog & Swinscow. Pseudoparmelia usambarensis ingår i släktet Pseudoparmelia och familjen Parmeliaceae.   Inga underarter finns listade i Catalogue of Life.